# Henan (China)
Henan (Chinees: 河南; pinyin: Hénán) is een provincie van China met als hoofdstad Zhengzhou. Er wonen ongeveer 96 miljoen inwoners, waarmee het een van de grootste deelgebieden ter wereld naar inwonertal is. Henan wordt soms ook Zhongyuan 中原, zhōngyuán, of Zhongzhou, 中州, zhōngzhōu, letterlijk 'centrale vlaktes' of 'middenland'. Deze naam wordt ook in ruime zin gebruikt voor de volledige Noord-Chinese Vlakte. Henan wordt traditioneel gezien als de oorsprong van de Chinese beschaving.
De afkorting van één karakter voor de provincie is 豫 (pinyin: yù), genoemd naar de provincie Yuzhou 豫州, Yù Zhōu, een provincie (zhou) uit de Han-dynastie die stukken van Henan omvatte. De naam Henan betekent: ten zuiden van de Rivier, te weten de Gele Rivier (Huang He).
Henan wordt ook wel als Honan geschreven, maar mag niet verward worden met het veel zuidelijker gelegen Hunan (ook wel als Hoenan geschreven).

## Aangrenzende provincies
| Aangrenzende provincies | Aangrenzende provincies | Aangrenzende provincies | Aangrenzende provincies | Aangrenzende provincies |
| ----------------------- | ----------------------- | ----------------------- | ----------------------- | ----------------------- |
| Shanxi                  |                         | Hebei                   |                         | Shandong                |
|                         |                         |                         |                         |                         |
| Shaanxi                 | Anhui                   |                         |                         |                         |
|                         |                         |                         |                         |                         |
|                         |                         | Hubei                   |                         |                         |

## Bestuurlijke indeling
Henan is verdeeld in 17 stadsprefecturen en 1 stadsarrondissement:
|                     |              |          |                  |  |  |  |  |
| Nr.                 | Naam         | Hanzi    | Hanyu Pinyin     |  |  |  |  |
| Stadsprefecturen    |              |          |                  |  |  |  |  |
| 1                   | Zhengzhou    | 郑州市   | Zhèngzhōu Shì    |  |  |  |  |
| 2                   | Anyang       | 安阳市   | Ānyáng Shì       |  |  |  |  |
| 3                   | Hebi         | 鹤壁市   | Hèbì Shì         |  |  |  |  |
| 4                   | Jiaozuo      | 焦作市   | Jiāozuò Shì      |  |  |  |  |
| 5                   | Kaifeng      | 开封市   | Kāifēng Shì      |  |  |  |  |
| 6                   | Luohe        | 漯河市   | Luòhé Shì        |  |  |  |  |
| 7                   | Luoyang      | 洛阳市   | Luòyáng Shì      |  |  |  |  |
| 8                   | Nanyang      | 南阳市   | Nányáng Shì      |  |  |  |  |
| 9                   | Pingdingshan | 平顶山市 | Píngdǐngshān Shì |  |  |  |  |
| 10                  | Puyang       | 濮阳市   | Púyáng Shì       |  |  |  |  |
| 11                  | Sanmenxia    | 三门峡市 | Sānménxiá Shì    |  |  |  |  |
| 12                  | Shangqiu     | 商丘市   | Shāngqiū Shì     |  |  |  |  |
| 13                  | Xinxiang     | 新乡市   | Xīnxiāng Shì     |  |  |  |  |
| 14                  | Xinyang      | 信阳市   | Xìnyáng Shì      |  |  |  |  |
| 15                  | Xuchang      | 许昌市   | Xǔchāng Shì      |  |  |  |  |
| 16                  | Zhoukou      | 周口市   | Zhōukǒu Shì      |  |  |  |  |
| 17                  | Zhumadian    | 驻马店市 | Zhùmǎdiàn Shì    |  |  |  |  |
| Stadsarrondissement |              |          |                  |  |  |  |  |
| 18                  | Jiyuan       | 济源市   | Jǐyuán Shì       |  |  |  |  |

## Steden in provincie Henan
- Changge
- Huixian
- Luoyang
- Qiling
- Ruzhou
- Zhengzhou hoofdstad

## Geboren in Henan
- Zhang Heng 78-139, geleerde
- Zhao Ziyang 1919-2005, politiek leider
- Zheng Xiaoying 1929, eerste Chinese dirigente
- Daniel Chee Tsui 1939, natuurkundige en Nobelprijswinnaar
- Liu Zhenyun 1958, schrijver
- Tie Yana 1979, tafeltennisster

## Websites
- (zh)  Website van de provincie Henan